# Pieter Roelofsen
Pieter Anton ("Piet") Roelofsen (Bandung (Indonesië), 20 juli 1908 – Dobbiaco (Italië), 26 december 1966) was een Nederlands roeier. Hij vertegenwoordigde Nederland eenmaal op de Olympische Spelen, maar won bij die gelegenheid geen medaille.
Roelofsen maakte op 24-jarige leeftijd zijn olympisch debuut op de Olympische Spelen van 1932 in Los Angeles. Hij nam met zijn roeipartner Godfried Röell deel aan het roeionderdeel twee zonder stuurman. De roeiwedstrijden vonden plaats in Long Beach op een speciaal geconstrueerde baan van 2000 m. De Nederlandse ploeg werd in de eliminaties derde in 7.51,8 en plaatste zich via de herkansing met een tijd van 8.10,0 voor de finale. In de finale werd het tweetal vierde in 8.08,4.
Hij was aangesloten bij roeivereniging Triton in Utrecht.

## Palmares

### roeien (twee zonder stuurman)
- 1931:  EK in Parijs
- 1932: 4e OS - 8.08,4

Godfried Röell · 
Pieter Roelofsen
- Gemeinsame Normdatei: 1238287336
- International Standard Name Identifier: 0000 0004 0031 4771
- Nationale Bibliotheek van Tsjechië: uk20221148952
- Virtual International Authority File: 283212614
- WorldCat: E39PBJrcphWpqjYK84QbCgqvpP